# Jean Baptiste Nicolas
Pour les articles homonymes, voir Nicolas.
Jean Baptiste Nicolas, né le 8 mai 1773 à Rémonville (Champagne), mort le 4 mai 1854 à Rémonville (Ardennes), est un militaire français de la Révolution et de l’Empire.

## États de service
Il entre en service le 1er janvier 1793, comme soldat au 3e régiment de hussards, il devient brigadier le 1er août, et fourrier le 1er septembre de la même année. Il passe maréchal des logis le 19 juin 1794, et sous-lieutenant le 24 mars 1795 au 1er régiment de hussards. Il fait les campagnes de 1793 à l’an IV, aux armées du Nord et des Pyrénées orientales.
Il est nommé lieutenant le 24 mars 1796, à l’armée d’Italie, et il est blessé le 8 mai suivant à l’affaire de Codogno. Lors de la Bataille du pont d'Arcole du 15 au 17 novembre, il s’empare de plusieurs bouches à feu ainsi que de quelques caissons, qui ouvre aux généraux Augereau et Guieu une communication importante qui favorise leur jonction. Il reçoit son brevet de capitaine le 25 novembre 1796, et le 17 mars 1797, il fait à la tête d’une compagnie, une reconnaissance sur Gradisca, lorsqu’il rencontre l’ennemi aux environs de cette place, le charge avec impétuosité et le rejette en désordre sur ses positions de départ.  Il est blessé deux fois les 15 et 19 mars 1797 aux passages de la Bormida et du Tagliamento. Il se signale le 16 mai 1799, à la bataille d’Alexandrie dans le Piémont, et le 20 juin 1799, à la bataille de San Giovanni, où il tue ou fait prisonniers un grand nombre de Russes et d’Autrichiens.
En l’an IX et en l’an X, il sert à l’armée de l’Ouest, et il est fait chevalier de la légion d’honneur le 18 décembre 1803. De 1805 à 1807, il participe aux campagnes d’Autriche, de Prusse et de Pologne, au sein de la Grande Armée. Il est nommé chef d’escadron le 18 novembre 1806, et il se fait remarquer lors de la bataille d'Eylau le 8 février 1807, où il est blessé. Officier de la légion d’honneur le 14 mai suivant, il passe major au 1er régiment de hussards le 8 octobre 1808.
Le 13 février 1809, il rejoint le 6e régiment de hussards, avec lequel, il fait les campagnes d’Allemagne de 1809 et de Portugal en 1811. Il est créé chevalier de l’Empire le 29 septembre 1809
Il est promu colonel du 11e régiment de chasseurs à cheval le 14 septembre 1812, et il est créé baron de l’Empire par décret du 28 septembre 1813, et confirmé par lettres patentes royales du 15 mars 1817. Il participe avec son régiment aux campagnes de Russie en 1812, de  Saxe en 1813, et de France en 1814. Il est élevé au grade de commandeur de la légion d’honneur le 5 avril 1814, et il est fait chevalier de Saint-Louis par le roi Louis XVIII le 1er septembre 1814.
Licencié le 6 décembre 1815, il est rappelé lors de la réorganisation de l’armée, au commandement des chasseurs de la Vienne, et il est nommé maréchal de camp le 11 août 1823, pendant la guerre en Espagne.
En disponibilité au moment de la révolution de juillet 1830, le nouveau gouvernement le remet en activité comme commandant du département des Ardennes. En 1832 et en 1833, il commande une brigade de cavalerie légère à l’armée du Nord, et il retourne dans sa subdivision après la cessation des hostilités avec la Hollande. Il est nommé grand officier de la Légion d’honneur le 18 avril 1834, et il est admis à la retraite le 19 août suivant.
Il meurt le 4 mai 1854, à Rémonville.

## Dotation
- Le 19 mars 1808, donataire d’une rente de 2 000 francs sur les biens réservés en Westphalie.

## Armoiries
| Armoiries | Nom du chevalier et blasonnement |
| --------- | --- |
|           | Chevalier Jean Baptiste Nicolas et de l'Empire, lettres patentes du 29 septembre 1809 grand officier de la Légion d’honneur. D'argent à la fasce de gueules du tiers de l'écu au signe des chevaliers, accompagné en chef de deux sabres de hussards d'azur, croisés en sautoir, surmontés d'un bonnet de hussards de sable chargés d'une plaque d'or et en pointe d'un cerf lancé de sable soutenu de sinople. Livrées : gris, blanc, verd, le verd en bordure seulement. |

| Figure | Nom du baron et blasonnement |
| ------ | --- |
|        | Baron Jean Baptiste Nicolas et de l'Empire, décret du 28 septembre 1813, lettres patentes du 15 mars 1817, grand officier de la Légion d'honneur D'argent à la fasce de gueules, chargée d’une étoile du champ, accompagné en chef de deux sabres de hussards d'azur posés en sautoir et surmontés d'un bonnet de hussards de sable orné d’or et, en pointe, d'un cerf courant de sable soutenu de sinople. |

## Sources
- A. Lievyns, Jean Maurice Verdot, Pierre Bégat, Fastes de la Légion-d'honneur, biographie de tous les décorés accompagnée de l'histoire législative et réglementaire de l'ordre, Tome 4, Bureau de l’administration, 1844, 640 p. (lire en ligne), p. 204.
- « Cote LH/1987/40 », base Léonore, ministère français de la Culture
- « La noblesse d’Empire » (consulté le 30 juillet 2016)
- Vicomte Révérend, Armorial du premier empire, tome 3, Honoré Champion, libraire, Paris, 1897, p. 321.